# ستيف فينلي
ستيف فينلي (بالإنجليزية: Steve Finley)‏ هو لاعب كرة قاعدة أمريكي، ولد في 12 مارس 1965 في يونيون سيتي في الولايات المتحدة.

## وصلات خارجية
- ستيف فينلي على موقع دوري كرة القاعدة الرئيسي (الإنجليزية)
- ستيف فينلي على موقعبيزبول رفرنس.كوم (الدوري الرئيسي) (الإنجليزية)
- ستيف فينلي على موقعبيزبول رفرنس.كوم (الدوري الثانوي) (الإنجليزية)
- ستيف فينلي على موقع إي إس بي إن.كوم (أم.أل.بي) (الإنجليزية)
- ستيف فينلي على موقع مشجعي الرسوم البيانية (الإنجليزية)